# Masdevallia strumifera
Masdevallia strumifera är en orkidéart som beskrevs av Heinrich Gustav Reichenbach. Masdevallia strumifera ingår i släktet Masdevallia och familjen orkidéer. Inga underarter finns listade i Catalogue of Life.